# Barbican Centre

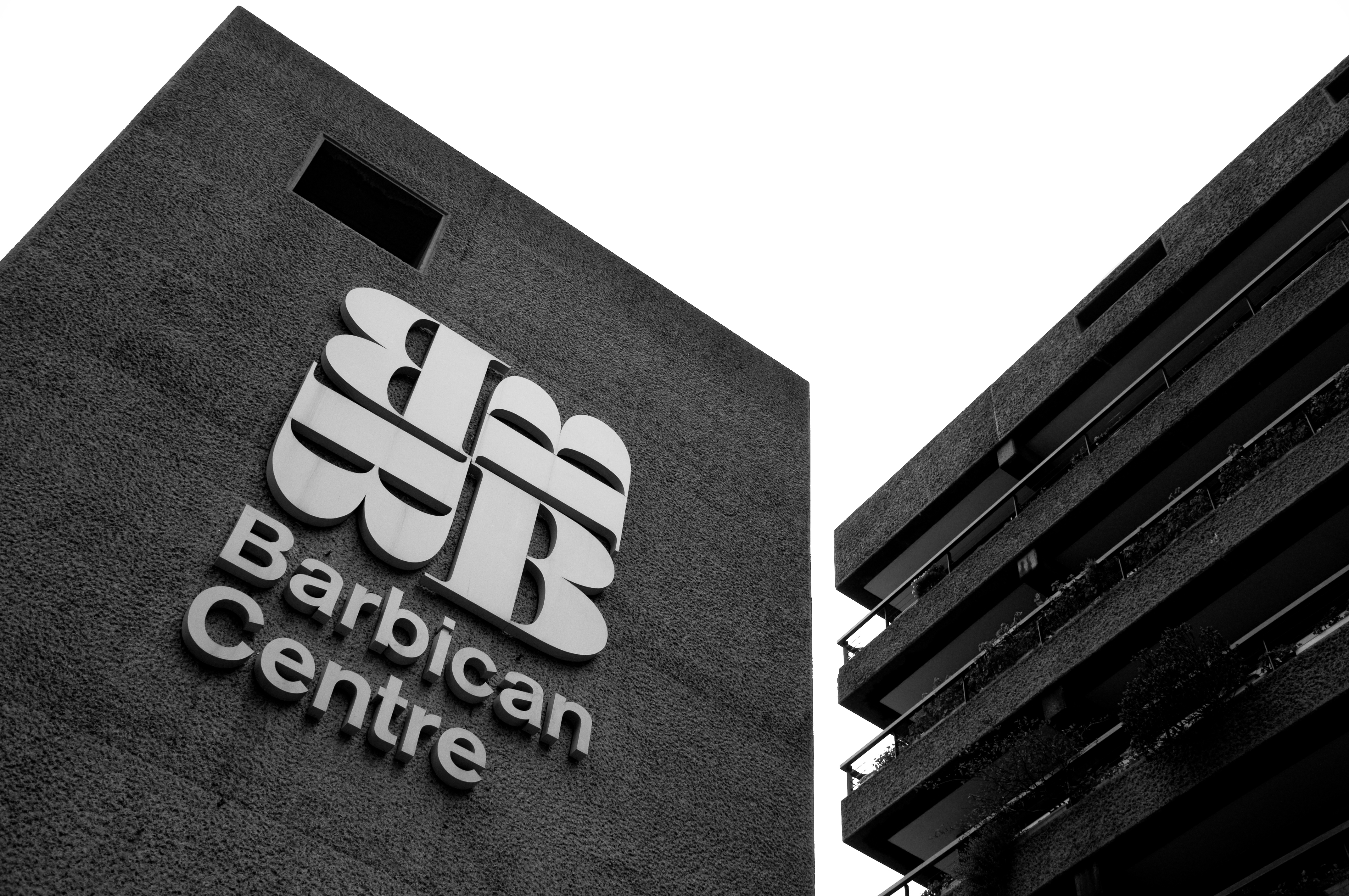
Barbican Centre

Barbican Centre je kulturní centrum v centru Londýna, které vlastní instituce City of London Corporation. Je součástí komplexu Barbican Estate na severním okraji londýnské City. V areálu se nachází koncertní hala s kapacitou 1943 míst, divadlo s 1 156 místy, další menší divadla, kina a knihovna. Pořádají se zde výstavy a místní koncertní hala je sídlem orchestrů BBC Symphony Orchestra a London Symphony Orchestra a také divadelní společnosti Royal Shakespeare Company. Centrum bylo otevřeno dne 3. března 1982 a je zapsáno v druhé třídě seznamu listed building. Architekty budov jsou Peter „Joe“ Chamberlin, Geoffry Powell a Christoph Bon.